# Chrysso sasakii
Chrysso sasakii es una especie de araña tejedora de telaraña del género Chrysso, de la familia Theridiidae, orden Araneae. Fue descrita por Yoshida en 2001.
Se distribuye por Asia: Japón. Fue publicada en Two new species of the genera Chrysso and Achaearanea (Araneae: Theridiidae) from the Nansei Islands, Japan. Acta Arachnologica 50: 11-, 14.